# Lány 1000 méteres rövidpályás gyorskorcsolya a 2016. évi téli ifjúsági olimpiai játékokon
A 2016. évi téli ifjúsági olimpiai játékokon a rövidpályás gyorskorcsolya lány 1000 méteres versenyszámát február 14-én rendezték Gjovikban. A versenyen 1998. január 1. és 1999. december 31. között született versenyzők vehettek részt. 
A győztes a koreai, Kim Csijoo lett. A magyar induló, Jászapáti Petra a 4. helyezést érte el. 

## Eseménynaptár
| Időpont            | Futam                   |
| ------------------ | ----------------------- |
| február 14., 12:00 | 1. negyeddöntő          |
| február 14., 12:03 | 2. negyeddöntő          |
| február 14., 12:06 | 3. negyeddöntő          |
| február 14., 12:09 | 4. negyeddöntő          |
| február 14., 13:20 | A/B elődöntő – 1. futam |
| február 14., 13:23 | A/B elődöntő – 2. futam |
| február 14., 14:10 | C döntő                 |
| február 14., 14:20 | B döntő                 |
| február 14., 14:30 | A döntő                 |

## Negyeddöntők

### 1. negyeddöntő
| Helyezés | Rajtszám | Versenyző      | Nemzetiség      | Idő      | Megjegyzés                     |
| -------- | -------- | -------------- | --------------- | -------- | ------------------------------ |
| 1.       | 10       | Kim Csijoo     | Dél-Korea (KOR) | 1:40,773 | Továbbjutott az A/B elődöntőbe |
| 2.       | 4        | Cang Jicö      | Kína (CHN)      | 1:40,837 | Továbbjutott az A/B elődöntőbe |
| 3.       | 8        | Kaminaga Sjone | Japán (JPN)     | 1:41,026 | Továbbjutott a C/D elődöntőbe  |

### 2. negyeddöntő
| Helyezés | Rajtszám | Versenyző          | Nemzetiség        | Idő      | Megjegyzés                     |
| -------- | -------- | ------------------ | ----------------- | -------- | ------------------------------ |
| 1.       | 12       | Gioya Lancee       | Hollandia (NED)   | 1:41,119 | Továbbjutott az A/B elődöntőbe |
| 2.       | 9        | Anita Nagaj        | Kazahsztán (KAZ)  | 1:41,290 | Továbbjutott az A/B elődöntőbe |
| 3.       | 7        | Gloria Ioriatti    | Olaszország (ITA) | 1:43,603 | Továbbjutott az A/B elődöntőbe |
| –        | 15       | Angelina Taraszova | Oroszország (RUS) | Büntetés | Kiesett                        |

### 3. negyeddöntő
| Helyezés | Rajtszám | Versenyző             | Nemzetiség        | Idő      | Megjegyzés                     |
| -------- | -------- | --------------------- | ----------------- | -------- | ------------------------------ |
| 1.       | 5        | Anna Seidel           | Németország (GER) | 1:36,200 | Továbbjutott az A/B elődöntőbe |
| 2.       | 14       | Jelizaveta Kuznyecova | Oroszország (RUS) | 1:47,202 | Továbbjutott az A/B elődöntőbe |
| 3.       | 13       | Ane By Farstad        | Norvégia (NOR)    | 1:50,565 | Továbbjutott a C/D elődöntőbe  |
| –        | 2        | Katrin Manojlova      | Bulgária (BUL)    | Büntetés | Kiesett                        |

### 4. negyeddöntő
| Helyezés | Rajtszám | Versenyző       | Nemzetiség         | Idő      | Megjegyzés                     |
| -------- | -------- | --------------- | ------------------ | -------- | ------------------------------ |
| 1.       | 11       | Lee Szujoun     | Dél-Korea (KOR)    | 1:37,417 | Továbbjutott az A/B elődöntőbe |
| 2.       | 6        | Jászapáti Petra | Magyarország (HUN) | 1:37,636 | Továbbjutott az A/B elődöntőbe |
| 3.       | 3        | Kong Li         | Kína (CHN)         | 1:37,783 | Továbbjutott a C/D elődöntőbe  |
| 4.       | 1        | Julia Moore     | Ausztrália (AUS)   | 1:45,694 | Továbbjutott a C/D elődöntőbe  |

## Elődöntők

### A/B elődöntő – 1. futam
| Helyezés | Rajtszám | Versenyző   | Nemzetiség       | Idő      | Megjegyzés                |
| -------- | -------- | ----------- | ---------------- | -------- | ------------------------- |
| 1.       | 10       | Kim Csinjoo | Dél-Korea (KOR)  | 1:35,442 | Továbbjutott az A döntőbe |
| 2.       | 11       | Lee Szujoun | Dél-Korea (KOR)  | 1:35,583 | Továbbjutott az A döntőbe |
| 3.       | 4        | Cang Jicö   | Kína (CHN)       | 1:36,550 | Továbbjutott a B döntőbe  |
| 4.       | 9        | Anita Nagaj | Kazahsztán (KAZ) | 1:40,894 | Továbbjutott a B döntőbe  |

### A/B elődöntő – 2. futam
| Helyezés | Rajtszám | Versenyző             | Nemzetiség         | Idő      | Megjegyzés                |
| -------- | -------- | --------------------- | ------------------ | -------- | ------------------------- |
| 1.       | 5        | Anna Seidel           | Németország (GER)  | 1:36,344 | Továbbjutott az A döntőbe |
| 2.       | 6        | Jászapáti Petra       | Magyarország (HUN) | 1:36,385 | Továbbjutott az A döntőbe |
| 3.       | 14       | Jelizaveta Kuznyecova | Oroszország (RUS)  | 1:37,689 | Továbbjutott a B döntőbe  |
| 4.       | 12       | Gioya Lancee          | Hollandia (NED)    | 1:37,857 | Továbbjutott a B döntőbe  |
| 5.       | 7        | Gloria Ioratti        | Olaszország (ITA)  | 1:39,573 | Továbbjutott a B döntőbe  |

## Döntők

### C döntő
| Helyezés | Rajtszám | Versenyző      | Nemzetiség       | Idő      |
| -------- | -------- | -------------- | ---------------- | -------- |
| 1.       | 3        | Kong Li        | Kína (CHN)       | 1:35,789 |
| 2.       | 8        | Kaminaga Sjone | Japán (JPN)      | 1:35,903 |
| 3.       | 1        | Julia Moore    | Ausztrália (AUS) | 1:40,903 |
| 4.       | 13       | Ane By Farstad | Norvégia (NOR)   | 1:41,666 |

### B döntő
| Helyezés | Rajtszám | Versenyző             | Nemzetiség        | Idő      |
| -------- | -------- | --------------------- | ----------------- | -------- |
| 1.       | 4        | Cang Jicö             | Kína (CHN)        | 1:41,596 |
| 2.       | 12       | Gioya Lancee          | Hollandia (NED)   | 1:42,289 |
| 3.       | 14       | Jelizaveta Kuznyecova | Oroszország (RUS) | 1:42,378 |
| 4.       | 7        | Gloria Ioriatti       | Olaszország (ITA) | 1:42,581 |
| 5.       | 9        | Anita Nagaj           | Kazahsztán (KAZ)  | 1:42,693 |

### A döntő
| Helyezés | Rajtszám | Versenyző       | Nemzetiség         | Idő      |
| -------- | -------- | --------------- | ------------------ | -------- |
| Arany    | 10       | Kim Csijoo      | Dél-Korea (KOR)    | 1:34,041 |
| Ezüst    | 11       | Lee Szujoun     | Dél-Korea (KOR)    | 1:34,118 |
| Bronz    | 5        | Anna Seidel     | Németország (GER)  | 1:34,323 |
| 4.       | 6        | Jászapáti Petra | Magyarország (HUN) | 1:34,431 |